# Філевич Кристина Андріївна
Кристи́на Андріївна Філе́вич  (Мацко, нар. 15 червня 1991, Івано-Франківськ) — українська баскетболістка, капітан БК «Франківськ–Прикарпаття» та гравчиня національної збірної України. Неодноразова чемпіонка України з баскетболу, призерка світових та європейських змагань із баскетболу 3х3 в складі національної збірної. Заслужений майстер спорту України.

## Спортивна кар'єра
Кристина Філевич народилася 1991 року в Івано-Франківську. Азів баскетболу навчалася в місцевій ОДЮСШ. Першою її тренеркою в спортшколі була рідна мати Аїда Євтушенко. Випускниця Львівського державного університету фізичної культури.
У професійних клубних змаганнях України бере участь з 2008 року. У її спортивній кар’єрі є виступи за команди: «Тім–СКУФ» (Київ), «Сузір’я–ОСДЮШОР» (Рівне), СБК «Львiв» (Львів), «Київ–Баскет» (Київ), БК «Франківськ» (Івано-Франківськ). Кристина Філевич тричі ставала чемпіонкою України — двічі з «Тім–СКУФ» і одного разу з БК «Франківськ». Двічі була віце-чемпіонкою національної першості — по одному разу в складах «Тім-СКУФ» і «Київ-Баскет». Ще тричі завойовувала бронзові медалі чемпіонатів України — двічі з «Тім–СКУФ» і одного разу з БК «Франківськ».
Кристина Філевич визнавалася найкращим форвардом жіночої Суперліги України під час свого виступу за столичний «Київ-Баскет» в сезоні 2020/21. За підсумками сезону 2022/2023 чемпіонату Європейської жіночої баскетбольної ліги (EWBL) Кристина Філевич увійшла до символічної збірної змагань. Капітан БК «Франківськ–Прикарпаття» у дев’яти зіграних матчах турніру здобувала в середньому по 19.9 очок (2-е місце в EWBL), реалізовуючи при цьому 36% дальніх кидків (7-е місце в лізі).
Кристина Філевич є гравчинею національної збірної України з баскетболу. Спортсменка брала участь у жіночому Євробаскеті 2013-го, а також у кваліфікаційних змаганнях за вихід у фінальні частини Євробаскетів 2015 і 2023 років.
Здобула міжнародне визнання також в турнірах з баскетболу 3х3. У цьому різновиді спорту Кристина Філевич стала срібною призеркою Європейських ігор 2015 року. Пізніше в складі національної команди завоювала бронзу Чемпіонаті світу 2017 року, а також виступала в складі збірної на Чемпіонаті світу 2019 року. Окрім того, брала участь у відборі української дружини на літні Олімпійські ігри 2020 року, але колективу не вдалося успішно пройти кваліфікаційні змагання.

## Досягнення
Чемпіонат України :
- Чемпіонка : 2010, 2011, 2023
- Віце-чемпіонка : 2009, 2021
- Бронзова призерка : 2012, 2013, 2015

Міжнародні турніри з баскетболу 3х3 :
Європейські ігри
- Віце-чемпіонка : 2015

Чемпіонат світу
- Бронзова призерка : 2017